# Liste der Bodendenkmäler in Mariaposching
Auf dieser Seite sind die Bodendenkmäler in der niederbayerischen Gemeinde Mariaposching zusammengestellt. Diese Tabelle ist eine Teilliste der Liste der Bodendenkmäler in Bayern. Grundlage ist die Bayerische Denkmalliste, die auf Basis des Bayerischen Denkmalschutzgesetzes vom 1. Oktober 1973 erstmals erstellt wurde und seither durch das Bayerische Landesamt für Denkmalpflege geführt wird. Die folgenden Angaben ersetzen nicht die rechtsverbindliche Auskunft der Denkmalschutzbehörde.

## Bodendenkmäler der Gemeinde Mariaposching

### Bodendenkmäler in der Gemarkung Mariaposching
| Lage                     | Objekt | Akten-Nr.     | Bild |
| ------------------------ | --- | ------------- | ---- |
| Mariaposching (Standort) | Untertägige mittelalterliche und frühneuzeitliche Befunde im Bereich des ehemaligen Wasserschlosses Loham mit zugehöriger Gartenanlage und Schlosskapelle St. Valentin                                       | D-2-7142-0180 |      |
| Mariaposching (Standort) | Verebnete Grabhügel vorgeschichtlicher Zeitstellung, unter anderem der mittleren Bronzezeit sowie Siedlung der mittleren Bronzezeit.                                                                         | D-2-7142-0181 |      |
| Mariaposching (Standort) | Siedlung und Bestattungsplatz der Hallstattzeit sowie Siedlung der frühen Latènezeit. | D-2-7142-0182 |      |
| Mariaposching (Standort) | Siedlungen vor- und frühgeschichtlicher Zeitstellung, unter anderem des Jungneolithikums (Münchshöfener Gruppe), der Hallstattzeit und der Latènezeit.                                                       | D-2-7142-0183 |      |
| Mariaposching (Standort) | Siedlungen vor- und frühgeschichtlicher Zeitstellung, unter anderem der frühen Latènezeit. | D-2-7142-0185 |      |
| Mariaposching (Standort) | Verebnete Grabhügel der Hallstattzeit. | D-2-7142-0188 |      |
| Mariaposching (Standort) | Verebnete vorgeschichtliche Grabhügel und Siedlung vor- und frühgeschichtlicher Zeitstellung. Bestattungsplatz der frühen Bronzezeit. Siedlung der Bronzezeit und der Völkerwanderungszeit.                  | D-2-7142-0190 |      |
| Mariaposching (Standort) | Siedlung vor- und frühgeschichtlicher Zeitstellung und verebnete vorgeschichtliche Grabhügel, davon einer mit Kreisgraben.                                                                                   | D-2-7142-0192 |      |
| Mariaposching (Standort) | Verebnete vorgeschichtliche Grabhügel und Siedlung vor- und frühgeschichtlicher Zeitstellung. | D-2-7142-0196 |      |
| Mariaposching (Standort) | Verebneter Grabhügel vorgeschichtlicher Zeitstellung. | D-2-7142-0197 |      |
| Mariaposching (Standort) | Verebneter Grabhügel vorgeschichtlicher Zeitstellung. | D-2-7142-0198 |      |
| Mariaposching (Standort) | Siedlung vor- und frühgeschichtlicher Zeitstellung. | D-2-7142-0202 |      |
| Mariaposching (Standort) | Körpergräber vor- und frühgeschichtlicher Zeitstellung sowie Siedlungen vor- und frühgeschichtlicher Zeitstellung, unter anderem der Hallstattzeit.                                                          | D-2-7142-0205 |      |
| Mariaposching (Standort) | Verebnetes Grabenwerk vor- und frühgeschichtlicher Zeitstellung. | D-2-7142-0213 |      |
| Mariaposching (Standort) | Siedlung und Körpergräber vor- und frühgeschichtlicher Zeitstellung. | D-2-7142-0214 |      |
| Mariaposching (Standort) | Siedlung und verebnetes Grabenwerk vor- und frühgeschichtlicher Zeitstellung sowie Siedlung der Latènezeit.                                                                                                  | D-2-7142-0219 |      |
| Mariaposching (Standort) | Siedlung vor- und frühgeschichtlicher Zeitstellung. | D-2-7142-0220 |      |
| Mariaposching (Standort) | Bestattungsplatz des Endneolithikums (Glockenbecherkultur). | D-2-7142-0221 |      |
| Mariaposching (Standort) | Siedlungen des Jung- und Endneolithikums (der späten Münchshöfener und der Chamer Gruppe), der Bronzezeit, der Hallstattzeit und der Latènezeit sowie Körpergräber des frühen Mittelalters.                  | D-2-7142-0222 |      |
| Mariaposching (Standort) | Siedlung vor- und frühgeschichtlicher Zeitstellung. | D-2-7142-0243 |      |
| Mariaposching (Standort) | Untertägige mittelalterliche und frühneuzeitliche Befunde im Bereich der katholischen Pfarrkirche Mariae Geburt, mit zugehörigem Friedhof, und ihrer Vorgängerbauten.                                        | D-2-7142-0374 |      |
| Mariaposching (Standort) | Bestattungsplatz mit Grabhügeln vorgeschichtlicher Zeitstellung. | D-2-7142-0472 |      |
| Mariaposching (Standort) | Körpergräber des Endneolithikums (Glockenbecherkultur). | D-2-7143-0042 |      |
| Mariaposching (Standort) | Siedlungen vor- und frühgeschichtlicher Zeitstellung, unter anderem des Jungneolithikums (Altheimer Kultur) und der frühen Latènezeit sowie verebnetes Grabenwerk vor- und frühgeschichtlicher Zeitstellung. | D-2-7143-0043 |      |
| Mariaposching (Standort) | Siedlung des Neolithikums, unter anderem des Jung- oder Endneolithikums, der Bronzezeit, Urnenfelder- und Hallstattzeit. Bestattungsplatz des Jung- und Endneolithikums.                                     | D-2-7143-0273 |      |

### Bodendenkmäler in der Gemarkung Offenberg
| Lage                 | Objekt                                                                          | Akten-Nr.     | Bild |
| -------------------- | ------------------------------------------------------------------------------- | ------------- | ---- |
| Offenberg (Standort) | Siedlung der Hallstatt- und Latènezeit sowie des frühen bis hohen Mittelalters. | D-2-7143-0059 |      |